# Johann Patzak
Johann Patzak (15. července 1888 Staré Město p. Landštejnem – ???) byl československý politik německé národnosti, meziválečný poslanec Národního shromáždění za Německou sociálně demokratickou stranu dělnickou v ČSR.

## Biografie
Po parlamentních volbách v roce 1929 získal za Německou sociálně demokratickou stranu dělnickou v ČSR poslanecké křeslo v Národním shromáždění. Poslanecký post získal až v roce 1934 jako náhradník poté, co rezignoval poslanec Anton Dietl.
Podle údajů k roku 1934 byl profesí řídícím učitelem v obci Klášter.